# .so
.so為索馬里國家及地區頂級域（ccTLD）的域名，該域名最初於1997 年 8 月 28 日啟用，後來又在很長時間未被使用。在2010年11月1日，.so重新啟用。2018 年 3 月 9 日起，索马里新成立的电信监管机构国家通信管理局 (NCA) 負責.so的域名。

## 外部連結
- IANA .so whois information